# کلیمانشت-کچولت
شهر کلیمانشت-کچولت (به رومانیایی: Călimăneşti-Căciulata) در شهرستان ولچه در کشور رومانی واقع شده‌است. جمعیت این شهر ۸٬۹۲۳ نفر  است.

## نگارخانه

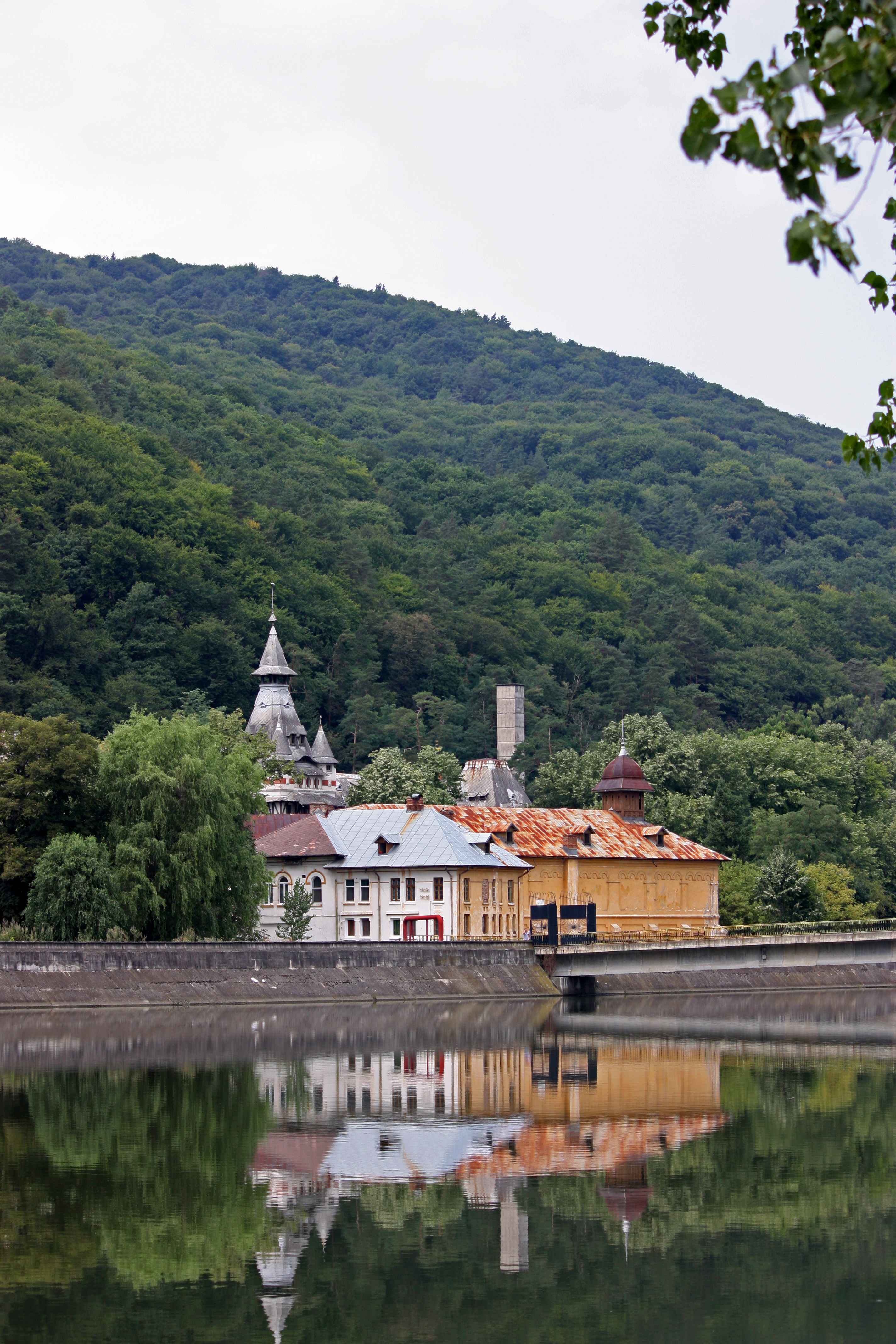
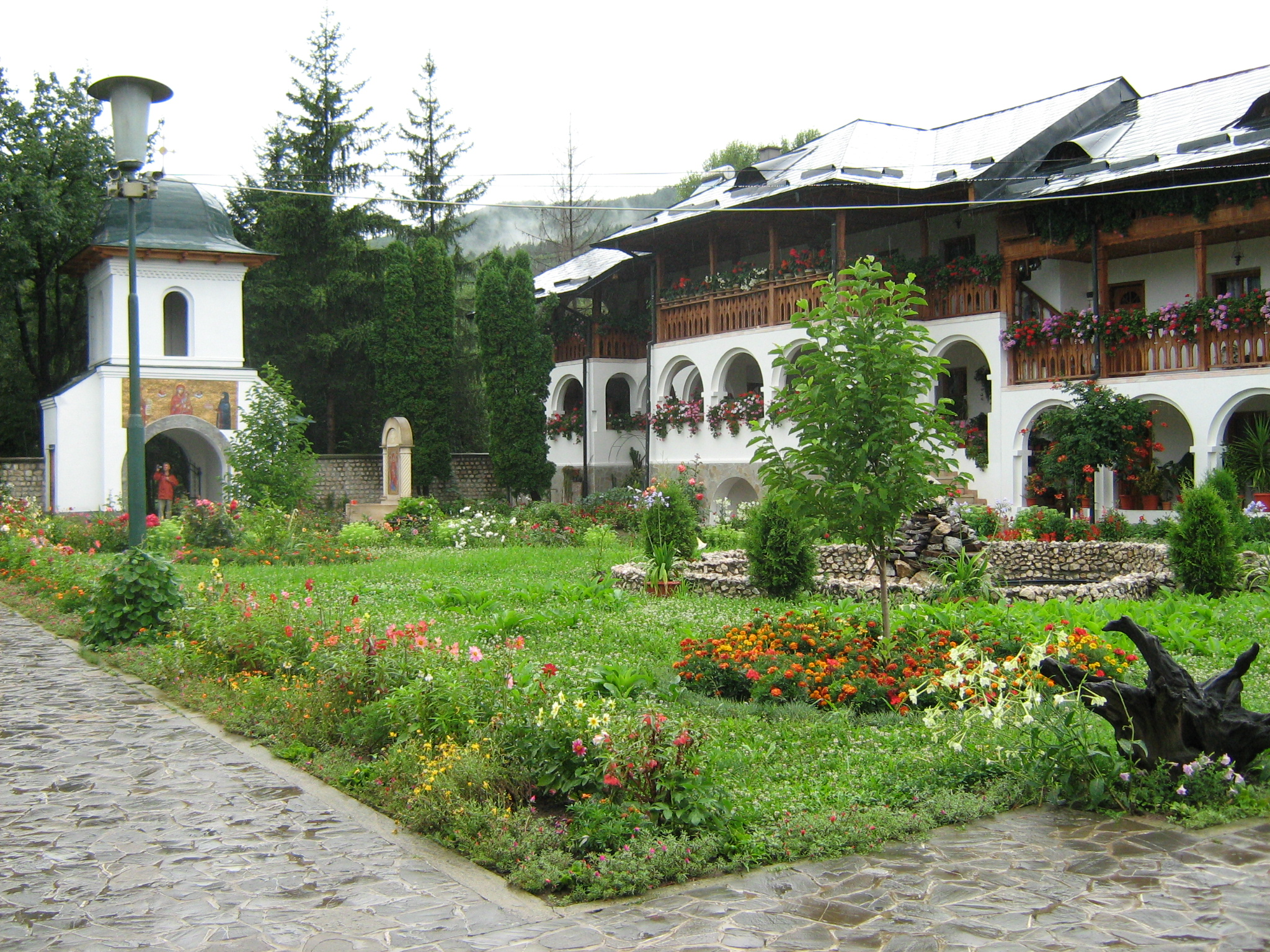
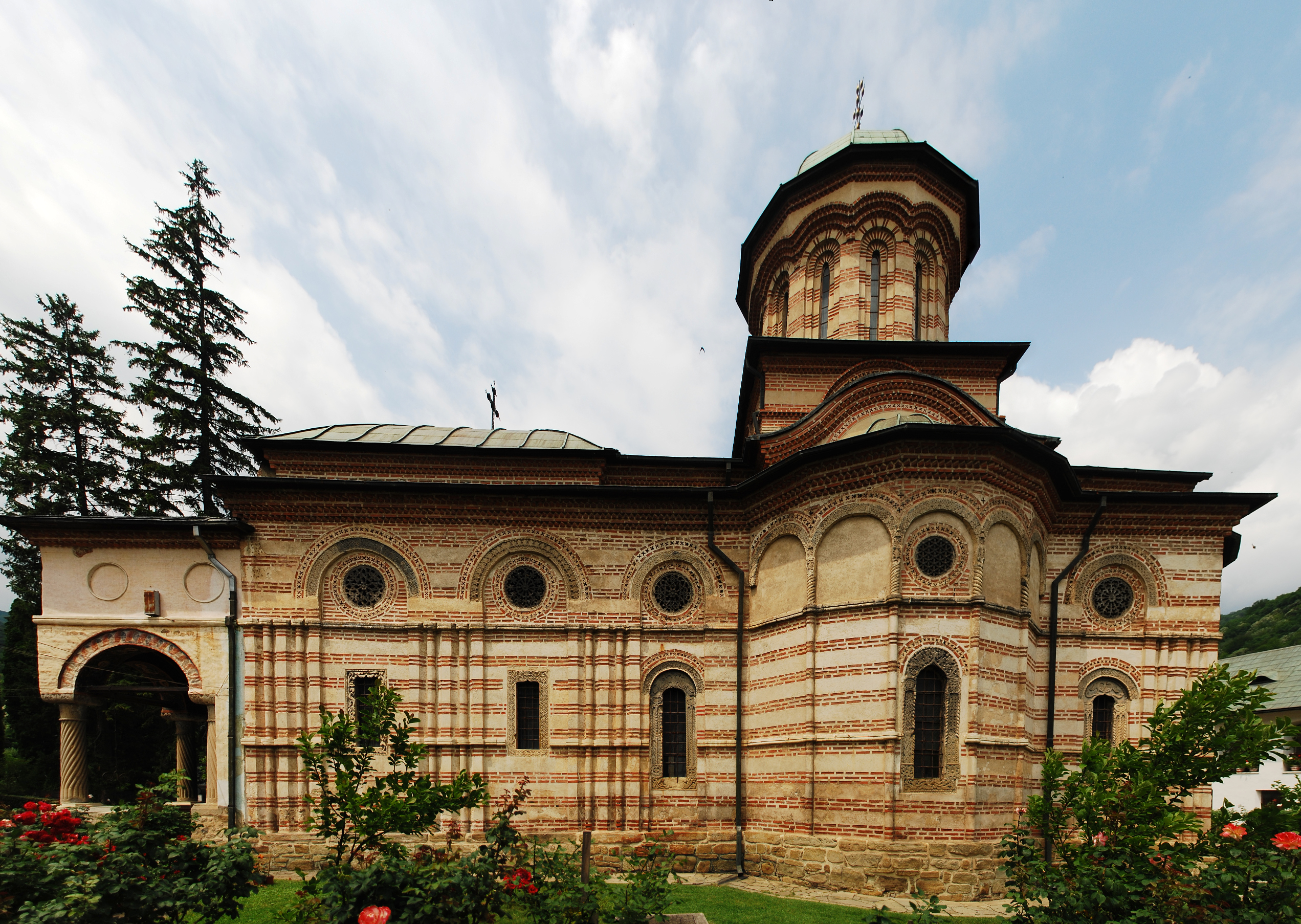
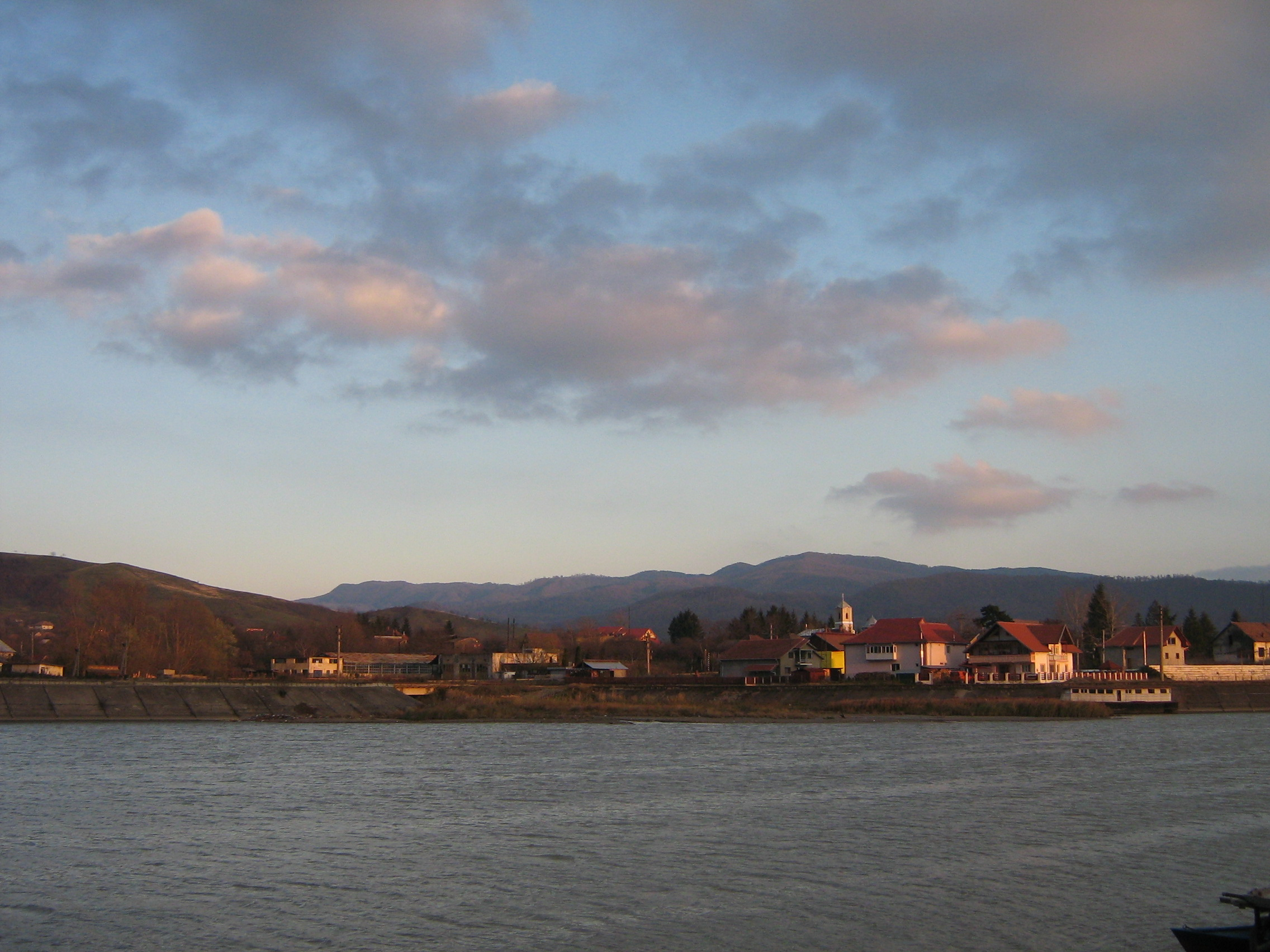